# ميشة كشه (مقاطعة دلفان)
ميشة كشه (بالفارسية: میشه کشه) هي قرية تقع في قسم كاكاوند الغربي الريفي (مقاطعة دلفان) في إيران. يقدر عدد سكانها بـ 21 نسمة بحسب إحصاء 2016.